# Dan Kennedy
Daniel 'Dan' Hoffard Kennedy (Fullerton, 22 juli 1982) is een Amerikaans betaald voetballer die dienstdoet als doelman. Hij verruilde in 2015 Chivas USA voor FC Dallas.

## Clubcarrière
Kennedy werd in de vierde ronde van de MLS SuperDraft 2005 als achtendertigste gekozen door Chivas USA. Hij tekende echter geen contract bij de club uit Los Angeles en zocht zijn heil bij MetroStars. Zonder een keer voor het eerste team uit te zijn gekomen vertrok hij in 2005 naar de Puerto Rico Islanders. Bij Puerto Rico kreeg hij een basisplaats en werd hij een van de betere keepers in de A-League.
Zijn spel bij Puerto Rico werd beloont met een transfer naar het Chileense Municipal Iquique waar hij direct een basisplaats veroverde. In 2007 had hij de minste goals tegen in de Chileense competitie.
Op 9 april 2008 werd duidelijk dat Kennedy had getekend bij Chivas USA. Ook bij Chivas USA ontwikkelde hij zich tot een basisspeler. In 2011 werd hij tot beste Chivas USA speler van het jaar benoemd. Het seizoen in 2014 was het laatste seizoen voor voetbalclub Chivas USA (de voetbalclub werd opgeheven), waarna Kennedy voor 2015 tekende bij FC Dallas.
2 Munjoma ·
3 Martínez ·
4 Bressan ·
5 Quignón ·
6 Cerrillo ·
7 Obrien ·
8 Acosta ·
9 Ferreira ·
10 Ricaurte ·
11 Schön ·
12 Hollingshead ·
14 Burgess ·
16 Pepi ·
17 Vargas ·
18 Servania ·
19 Pomykal ·
20 Maurer ·
21 ElMedkhar ·
22 Twumasi ·
24 Hedges ·
25 Smith ·
26 Nelson ·
28 Redžić ·
29 Jara ·
30 Zobeck ·
31 Sealy ·
32 Che ·
80 Hernandez ·
99 Megiolaro ·
Coach: Gonzalez
· Assistent-coach: Luccin